# Hymenolepis cynopus
Hymenolepis cynopus là một loài thực vật có hoa trong họ Cúc. Loài này được K.Bremer & Källersjö mô tả khoa học đầu tiên.